# Giovan Battista Cattabeni
Giovan Battista Cattabeni (Senigallia, 1822 – Napoli, 27 gennaio 1868) è stato un patriota italiano.

## Biografia
Figlio di Andrea (1793-1865), anche lui patriota, nel 1848 fu tra i primi a partire volontario a Roma per la cosiddetta “guerra santa” nel Lombardo-Veneto, precedendo i generali Andrea Ferrari e Giovanni Durando.
A Bologna entrò a fare parte dei Cacciatori del Reno comandato da Livio Zambeccari, ma desideroso di partecipare all'azione, insieme ad altri patrioti si spinse fino a Padova per recarsi poi a Venezia, dove fu nominato 1° tenente nel battaglione dei Cacciatori del Sile, prendendo parte alla spedizione contro il Cavallino all'assalto di Mestre, e col grado di capitano partecipando alla difesa di Forte Marghera, per concludere con la difesa dell'Isola di San Giorgio in Alga.
Con la definitiva caduta di Venezia andò esule in Australia, salvo poi rientrare nel 1860, quando arrivarono notizie di nuovi movimenti patriottici nazionali.
A Bologna fu organizzatore dei Cacciatori Bolognesi, che avrebbero dovuto partecipare alla liberazione delle Marche, ma a causa della situazione internazionale l'azione venne dirottata in Sicilia, imbarcandosi da Genova per il Sud.
Dopo avere occupato Caiazzo nell'omonima battaglia, per ordine del generale Stefano Turr, resisteva difendendosi con eroismo, nonostante la notevole superiorità delle forze borboniche. Più volte ferito, ricoverato presso il vescovado venne assalito e ferito di nuovo con un colpo di baionetta al petto non mortale, fu poi condotto prigioniero a Capua insieme al cugino Attilio; per l'azione militare svolta Giuseppe Garibaldi promosse Giovan Battista al grado di colonnello e Attilio al grado di sottotenente.
Nel 1862 era stato designato da Garibaldi per guidare una progettata spedizione in Grecia e poi nel Tirolo, ma a causa di un processo a Genova fu arrestato a Trescore nella stessa abitazione di Garibaldi.
Non partecipò in Veneto alla guerra del 1866 per contrasti con il colonnello Clemente Corte; l'anno successivo prese parte alla campagna dell'Agro Romano alle dipendenze di Giovanni Nicotera.